# Association sportive Pierrots Vauban de Strasbourg
La Asociación deportiva Pierrots Vauban de Estrasburgo (en francés: Association sportive Pierrots Vauban de Strasbourg) es un club francés de fútbol fundado en 1921. El club juega desde 2018 en el National 3, la quinta división del futbol francés.

## Historia

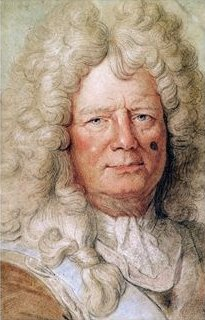
Vauban Mariscal de Francia

El club fue fundado en 1921 por los católicos de la ciudad llamándose en ese entonces «Círculo Deportista Católico». Sin embargo, otros consideran que el club nace en 1922 cuando varios estudiantes del Lycée kléber de la ciudad de Estrasburgo fundaron el «Club deportivo de los Pierrots de Estrasburgo». Los estudiantes decidieron llamarse los Pierrots en honor a Pierrot (en italiano: Pedrolino), un personaje de la antigua comedia italiana.
El club se fusiona con el Racing Estrasburgo a finales de 1970 para crear el club RPSM (Racing Pierrots Estrasburgo-Meinau). Esta unión se consideró nefasta por los antiguos miembros del equipo, por lo que retoman su independencia el 14 de junio de 1971 renombrando el club como AS Vauban. Vauban, en honor al militar e ingeniero.
La refundación obliga al club comenzar nuevamente desde la más baja categoría. Luego de  un récord de 113 partidos consecutivos sin derrota, el club remonta hasta la entonces D3 ganándola en dos ocasiones, 1981 y 1982. El club no ascendería a la segunda categoría por no cumplir los requisitos administrativos de ese entonces.  
En 1977 que el AS Vauban cambia su nombre al actual AS Pierrots Vauban de Estrasburgo.

## Palmarés
- Campeón de la tercera división, Torneo Francia amateur (2) D3 : 1981, 1982.
- Campeón de la División de honor de Alsacia, (Regional 1) (8) : 1964, 1977, 1989, 1993, 1994, 1999, 2016, 2018.
- Copa de Alsacia (10) : 1967, 1969, 1977, 1984, 1985, 1986, 1987, 1989, 1995, 2003.[1]

## Copa Francia
Mejores participaciones en la Copa de Francia
- Octavos de final en 1964 (derrotando al Racing Paris) y en 1977 (derrotando al  OGC Niza)

- Dieciseisavos de final en 1965 y 1976

- treintaiseisavos de final en 1967 - 1968 - 1970 - 1975 - 1978 - 1979 - 1980 - 1989 y 1998

## Jugadores

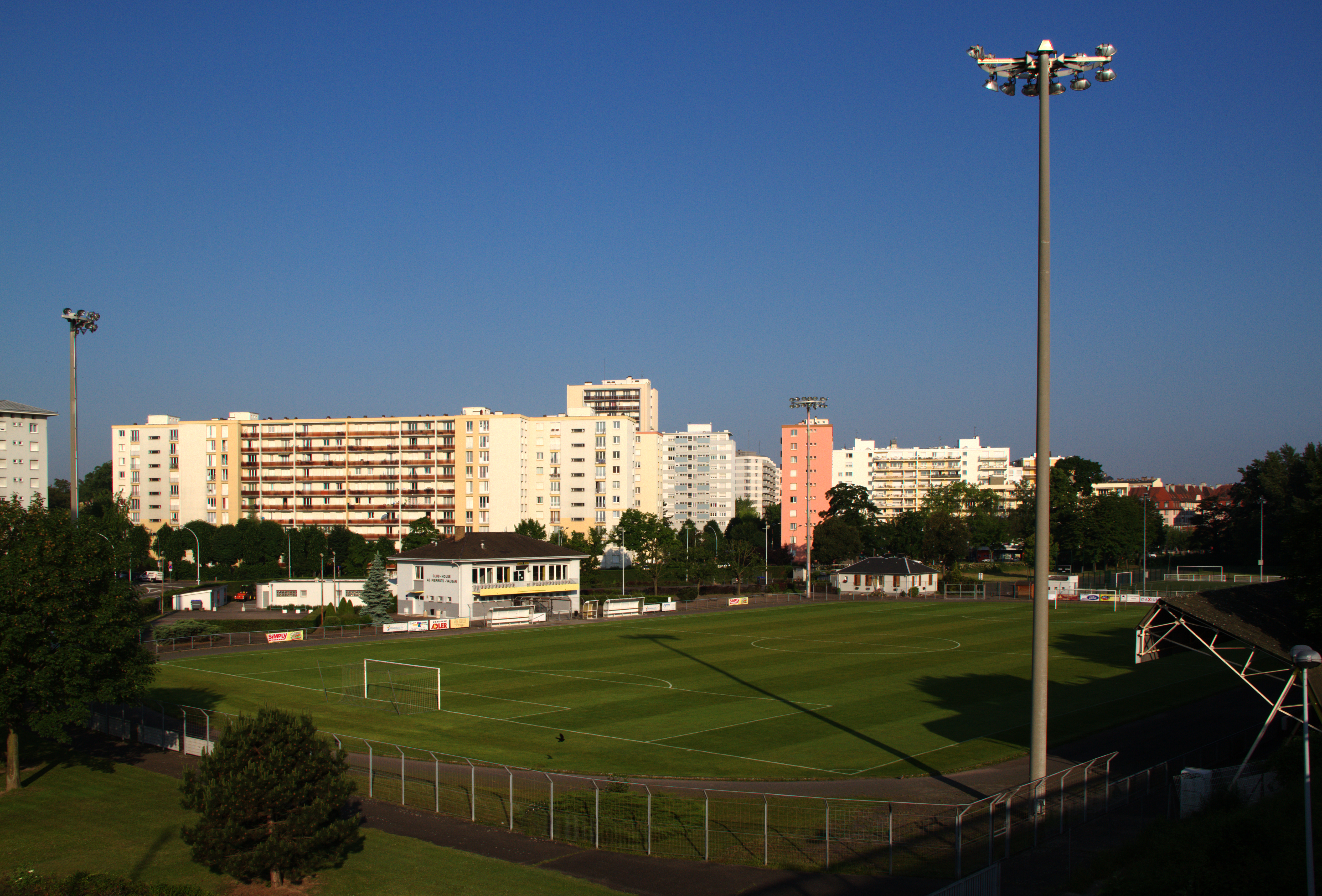
Estadio Stade Émile-Stahl, segundo estadio de la ciudad y sede del equipo.

### Jugadores destacados
- Didier Six
- Arsène Wenger
- Eric Mouloungui
- Karim Matmour
- François Remetter